# 小行星2454
小行星2454（2454 Olaus Magnus）是一颗围绕太阳公转的小行星。1941年9月21日，爾約·維薩拉在图尔库发现了此天体。
該小行星以瑞典作家烏勞斯·馬格努斯命名。
这颗小行星的绝对星等为76.30350等。